# Dominic McGuire
Dominic Rashad McGuire (San Diego, 20 ottobre 1985) è un ex cestista statunitense.

## Carriera
È stato selezionato dai Washington Wizards al secondo giro del Draft NBA 2007 (47ª scelta assoluta).